# Agnieszka Piskorska
Agnieszka Ewelina Piskorska – polska anglistka, doktor habilitowana nauk humanistycznych, profesor uczelni Uniwersytetu Warszawskiego. Dyrektor Instytutu Anglistyki UW. 

## Kariera naukowa
Jest absolwentką Instytutu Anglistyki UW, gdzie obroniła pracę magisterską pt. The Cognitive and Relevance-theoretic Approaches to Metaphor – a Comparison. 26 czerwca 2001 r. uzyskała na Wydziale Neofilologii UW stopień doktora nauk humanistycznych w dyscyplinie językoznawstwa na podstawie pracy Introducing Sentential Inferences into R.W. Langacker's Cognitive Grammar, której promotorką była Ewa Mioduszewska-Crawford. 27 września 2016 r. na tym samym wydziale uzyskała stopień doktora habilitowanego w tej samej dyscyplinie na podstawie dorobku naukowego oraz pracy Po co rozmawiamy? O funkcjach komunikacji w ujęciu teorii relewancji. 
Oprócz macierzystej uczelni pracowała również na Politechnice Częstochowskiej oraz w Akademii Polonijnej. 